# Philoitios
Philoitios (griechisch Φιλοίτιος) ist ein Rinderhirte in Diensten des Odysseus. Im Gegensatz zu dem Ziegenhirten Melanthios hält er – wie auch der Schweinehirte Eumaios – seinem Herrn während dessen Abwesenheit die Treue.
Odysseus hatte Philoitios schon in dessen Jugend zum Rinderhirten bestellt. Dieser muss den Freiern der Penelope Vieh zum Essen zuführen. Philoitios begegnet dem noch unerkannten Odysseus und gelobt seine Treue. Während einer Mahlzeit der Freier reicht Eumaios ihnen Becher, Philoitios Brot und Melantheus Wein. Nach einiger Zeit gibt sich Odysseus Eumaios und Philoitios zu erkennen.
Von Odysseus erhält er den Auftrag, die Türen zu verschließen, damit Odysseus’ Rache an den Freiern gelinge. Zusammen mit Odysseus, Telemachos und Eumaios wird die Rache an den Freiern schließlich vollzogen: So tötet Philoitios die Freier Peisandros und Ktesippos. Zusammen mit Eumaios bestraft er den treulosen Ziegenhirten Melanthios.
Erwähnung findet Philoitios später noch bei Theokrit; in der römischen Literatur scheint er namentlich nicht erwähnt worden zu sein, wohl aber in Umschreibung.